# 安倍良宗
安倍 良宗（あべ の よしむね）は、平安時代中期の武将。安倍頼時の長男。安倍安東太郎良任とも。奥州藤原氏初代藤原清衡は甥にあたる。盲目である。